# Tour Down Under 2005
Le Tour Down Under 2005 est la septième édition du Tour Down Under, course cycliste par étapes qui s'est déroulée du 18 au 23 janvier. L'épreuve fait partie de l'UCI Oceania Tour 2005.
Cette édition est remportée par le coureur espagnol Luis León Sánchez, membre de l'équipe Liberty Seguros-Würth.

## Équipes participantes
| Team UniS-Australia | Quick Step-Innergetic | Crédit agricole           | Lampre-Caffita        |
| United Water        | AG2R Prévoyance       | La Française des jeux     | Liberty Seguros-Würth |
| Davitamon-Lotto     | Cofidis               | Ceramica Panaria-Navigare | Navigators Insurance  |

## Résultats des étapes
| Nb | Date       | Étape                   | Distance | Vainqueur         | Pays      | Équipe                |
| -- | ---------- | ----------------------- | -------- | ----------------- | --------- | --------------------- |
| 1  | 18 janvier | Adelaide                | 50,0 km  | Robbie McEwen     | Australie | Davitamon-Lotto       |
| 2  | 19 janvier | Salisbury - Tanunda     | 150,0 km | Robbie McEwen     | Australie | Davitamon-Lotto       |
| 3  | 20 janvier | Glenelg - Victor Harbor | 139,0 km | Luis León Sánchez | Espagne   | Liberty Seguros-Würth |
| 4  | 21 janvier | Unley - Hahndorf        | 152,0 km | Matthew White     | Australie | Cofidis               |
| 5  | 22 janvier | Willunga - Willunga     | 147,0 km | Alberto Contador  | Espagne   | Liberty Seguros-Würth |
| 6  | 23 janvier | Adelaide                | 81,0 km  | Robbie McEwen     | Australie | Davitamon-Lotto       |

## Classement final
| Pos. | Coureur              | Pays      | Temps            |
| ---- | -------------------- | --------- | ---------------- |
| 1    | Luis León Sánchez    | Espagne   | 16 h 45 min 44 s |
| 2    | Allan Davis          | Australie | + 33 s           |
| 3    | Stuart O'Grady       | Australie | + 47 s           |
| 4    | Johan Vansummeren    | Belgique  | + 48 s           |
| 5    | Javier Ramírez Abeja | Espagne   | + 50 s           |
| 6    | David McPartland     | Australie | + 53 s           |
| 7    | Simon Gerrans        | Australie | + 1 min 04 s     |
| 8    | Paride Grillo        | Italie    | + 1 min 10 s     |
| 9    | Mark Renshaw         | Australie | + 1 min 18 s     |
| 10   | Robert McLachlan     | Australie | m.t.             |

## Classement des étapes
| Pos. | Coureur                   | Pays      | Temps           |
| ---- | ------------------------- | --------- | --------------- |
| 1    | Robbie McEwen             | Australie | 1 h 00 min 45 s |
| 2    | Allan Davis               | Australie | m.t.            |
| 3    | Stuart O'Grady            | Australie | m.t.            |
| 4    | Baden Cooke               | Australie | m.t.            |
| 5    | Guillermo Rubén Bongiorno | Argentine | m.t.            |

| Pos. | Coureur        | Pays      | Temps           |
| ---- | -------------- | --------- | --------------- |
| 1    | Robbie McEwen  | Australie | 3 h 43 min 28 s |
| 2    | Paride Grillo  | Italie    | m.t.            |
| 3    | Allan Davis    | Australie | m.t.            |
| 4    | Stuart O'Grady | Australie | m.t.            |
| 5    | Erki Pütsep    | Estonie   | m.t.            |

| Pos. | Coureur              | Pays      | Temps           |
| ---- | -------------------- | --------- | --------------- |
| 1    | Luis León Sánchez    | Espagne   | 3 h 19 min 39 s |
| 2    | Johan Vansummeren    | Belgique  | m.t.            |
| 3    | Gene Bates           | Australie | + 16 s          |
| 4    | Robert McLachlan     | Australie | m.t.            |
| 5    | Javier Ramírez Abeja | Espagne   | m.t.            |

| Pos. | Coureur           | Pays      | Temps           |
| ---- | ----------------- | --------- | --------------- |
| 1    | Matthew White     | Australie | 3 h 35 min 00 s |
| 2    | Robbie McEwen     | Australie | m.t.            |
| 3    | Sébastien Joly    | France    | + 2 s           |
| 4    | Frédéric Finot    | France    | m.t.            |
| 5    | Fortunato Baliani | Italie    | + 6 s           |

| Pos. | Coureur              | Pays      | Temps           |
| ---- | -------------------- | --------- | --------------- |
| 1    | Alberto Contador     | Espagne   | 3 h 17 min 51 s |
| 2    | Luis León Sánchez    | Espagne   | m.t.            |
| 3    | Allan Davis          | Australie | + 22 s          |
| 4    | Javier Ramírez Abeja | Espagne   | + 25 s          |
| 5    | David McPartland     | Australie | + 25 s          |

| Pos. | Coureur                   | Pays      | Temps           |
| ---- | ------------------------- | --------- | --------------- |
| 1    | Robbie McEwen             | Australie | 1 h 45 min 29 s |
| 2    | Paride Grillo             | Italie    | m.t.            |
| 3    | Allan Davis               | Australie | m.t.            |
| 4    | Guillermo Rubén Bongiorno | Argentine | m.t.            |
| 5    | Stuart O'Grady            | Australie | m.t.            |